# Earl Orser
Earl Herbert Orser (* 5. Juli 1928 in Toronto, Ontario; † 26. Dezember 2004 in London, Ontario) war ein kanadischer Geschäftsmann.
Dank der finanziellen Unterstützung der Leonard Foundation hatte er die Gelegenheit, an der University of Toronto zu studieren.  Nach seinem Abschluss als Wirtschaftsprüfer begann er 1973 bei T. Eaton Co. zu arbeiten und war von 1975 bis 1977 Präsident und CEO. Nach seiner Tätigkeit bei T Eaton Co. zog er nach London und trat der London Life Insurance Co. bei. Er war 1980 Präsident und CEO, 1989 Vorsitzender und 1994 Ehrenvorsitzender.
Ab 1978 war er Direktor bei SPAR Aerospace und hatte fünf Jahre lang die Position des Vorsitzenden inne.
Orser war Vorsitzender des Board of Governors der University of Western Ontario.
Er wurde 1997 zum Mitglied des Order of Canada ernannt.
Orser starb am 26. Dezember 2004 an den Folgen einer Krebserkrankung.